# Метод Грёнхольма
«Метод Грёнхольма» (исп. El método) — кинофильм режиссёра Марсело Пиньейро, вышедший на экраны в 2005 году. Экранизация одноимённой пьесы Жорди Гальсерана.

## Сюжет
Однажды в офисе одной мадридской компании собираются семь человек, которым предстоит пройти собеседование. Компания хочет отобрать из них единственного кандидата, достойного занять крупную должность. Когда герои оказываются в одном помещении, выясняется, что никто из фирмы не собирается с ними беседовать; вместо этого на экране компьютера появляется задание, с которым им надо сообща справиться. Суть этого «метода Грёнхольма» в том, чтобы заставить самих соискателей решить, кто из них лишний. Однако никто из них не собирается уступать…

## В ролях
- Эдуардо Норьега — Карлос де Аристегуи Сантос
- Наджва Нимри — Нивес
- Эдуард Фернандес — Фернандо
- Пабло Эчарри — Рикардо
- Эрнесто Альтерио — Энрике
- Кармело Гомес — Хулио
- Адриана Осорес — Ана
- Наталия Вербеке — Монце

## Награды и номинации
- 2006 — две премии «Гойя»: за лучший адаптированный сценарий (Матео Хиль, Марсело Пиньейро) и за лучшую мужскую роль второго плана (Кармело Гомес), а также три номинации: лучший актёр (Эдуард Фернандес), лучший актёрский дебют (Пабло Эчарри), лучший монтаж (Иван Аледо)
- 2006 — приз Canvas Audience Award Гентского кинофестиваля (Марсело Пиньейро)
- 2006 — участие в основном конкурсе кинофестиваля в Мар-дель-Плата